# Convención Básica Soviético-Japonesa
La Convención Básica Soviético-Japonesa (条約ソ基本 Nisso Kihon Jōyaku) fue un tratado de normalización de relaciones entre el Imperio de Japón y la Unión Soviética que se firmó el 20 de enero de 1925. Las ratificaciones se intercambiaron en Pekín el 26 de febrero de 1925. El acuerdo se registró en la Serie de Tratados de la Sociedad de Naciones el 20 de mayo de 1925.

## Antecedentes
Tras la derrota del Imperio ruso en la Guerra ruso-japonesa de 1904-1905, las relaciones de cooperación entre Rusia y Japón se restablecieron gradualmente mediante cuatro conjuntos de tratados firmados entre 1907 y 1916. Sin embargo, el colapso de la dinastía Romanov, seguido de la Revolución Bolchevique y la Intervención japonesa en Siberia, crearon una fuerte desconfianza entre Japón y la recién fundada Unión Soviética.

## Términos
Tras una serie de negociaciones celebradas en Pekín en 1924 y 1925, Japón accedió a extender el reconocimiento diplomático a la Unión Soviética y a retirar sus tropas de la mitad norte de la isla de Sajalín. A cambio, la Unión Soviética aceptó cumplir las disposiciones del Tratado de Portsmouth y reexaminar todos los demás tratados entre el antiguo Imperio Ruso y Japón, incluido el Convenio de Pesca de 1907. La Unión Soviética concedió al Imperio de Japón el estatus de «nación más favorecida». En el artículo VI, Japón recibió el derecho a establecer concesiones de minerales, madera y otros recursos naturales.

## Firma
El tratado fue firmado por Lev Mikhailovich Karakhan de la Unión Soviética y Kenkichi Yoshizawa de Japón el 20 de enero de 1925.

## Consecuencias
En enero de 1928, Gotō Shinpei visitó la Unión Soviética y negoció la continuidad de las empresas pesqueras japonesas en aguas soviéticas y viceversa. Las compañías de carbón y petróleo, y la Armada Imperial Japonesa, invirtieron en el norte de Sajalín, creando las bases para las concesiones. Exportaban carbón y petróleo a Japón, e importaban equipos a la Unión Soviética.
La Unión Soviética proporcionaría más tarde al Imperio de Japón concesiones formales de petróleo y carbón en la Sajalín soviética que se ampliaron hasta 1939. y duró hasta 1943. Tras la deportación de coreanos a Asia Central, unos dos mil coreanos soviéticos (o más) permanecieron en el norte de Sajalín con el propósito expreso de trabajar en las concesiones soviético-japonesas (es decir. joint-ventures), refutando la razón declarada para la deportación de los coreanos («para evitar la infiltración del espionaje japonés»).